# Хацукарі
Хацукарі (Hatsukari, яп. 初雁) — міноносець Імперського флоту Японії типу «Тідорі», який брав участь у Другій світовій війні.

## Історія створення
Корабель, який став четвертим серед міноносців типу «Тідорі», спорудили у 1934 році на верфі «Фудзінагата» в Осаці.

## Історія служби
На момент вступу Японії до Другої світової війни «Хацукарі» належав до 21-го дивізіону міноносців у структурі Третього флоту, спеціалізацією якого були конвойно-десантні операції. 23—29 листопада корабель пройшов з Японії до Такао (наразі Гаосюн на Тайвані), звідки вийшов 6 грудня для безпосереднього супроводу загону, який мав здійснити висадку на островах Батанес у Лусонській протоці (японське командування запланувало кілька допоміжних десантів на Філіппіни, що мали передувати доставці основних сил до затоки Лінгайєн). Уже у перший день бойових дій 8 грудня (події на Філіппінах відбувались по іншу сторону лінії зміни дат від Перл-Гарбору) японці успішно висадились на зазначених островах (можливо відзначити, що у цій операції «Хацукарі» діяв разом зі ще 3 міноносцями та есмінцем «Ямагумо», не рахуючи менших кораблів).
17 грудня 1941-го «Хацукарі», 3 інші міноносці та «Ямагумо» вийшли з Кіруну (наразі Цзілун на Тайвані) для прикриття 3-го транспортного загону, що включав 21 транспорт та брав участь у транспортуванні сил вторгнення до затоки Лінгайєн. Висадка десанту тут відбулась в ніч на 22 грудня, після чого 26 грудня «Хацукарі» прибув до Такао.
29 грудня 1941 — 2 січня 1942 «Хацукарі» ескортував конвой з Такао до острова Камігуін у Лусонській протоці, а 4—8 січня провів конвой з Камігуїну до Давао на південному узбережжі філіппінського острова Мінданао (японці висадились на Камігуїні в перші дні війни, а тепер готувались до наступу з Мінданао на схід Нідерландської Ост-Індії).
9 січня 1942-го «Хацукарі» разом з 3 іншими міноносцями вийшов з Давао для участі у десанті на острів Таракан (центр нафтовидобувної промисловості біля північно-східного узбережжя острова Борнео), де в ніч на 11 січня відбулась успішна висадка. 12—17 січня «Хацукарі» здійснив рейс до Давао та назад на Таракан, після чого певний час ніс патрульно-ескортну службу в цьому районі.
9 лютого 1942-го «Хацукарі» разом зі ще одним міноносцем привели транспорт «Мйоко-Мару» та мінний загороджувач «Сіратака» до бухти Камрань (центральна частина узбережжя В'єтнаму), де збирались сили для десантної операції на заході острова Ява. Починаючи з 18 лютого «Хацукарі» супроводжував великий конвой (кілька десятків транспортів), який рушив з Камрані на південь, а в ніч на 1 березня висадив бійців на Яві.
З 7 по 17 березня 1942-го корабель ніс сторожову службу в Батавії (наразі Джакарта), при цьому 10 березня 21-й дивізіон міноносців розформували, після чого «Хацукарі» передали до 24-ї особливої військово-морської бази (24th Special Base Force), яка належала до Другого Південного експедиційного флоту, відповідального за контроль над Нідерландською Ост-Індією.
20—24 березня 1942-го «Хацукарі» пройшов, виконуючи ескортну функцію, із Макасару (південно-західний півострів острова Целебес) на острів Амбон. Тут збирались сили для окупації західної частини Нової Гвінеї, які наприкінці березня рушили на схід. Відносно участі «Хацукарі» у цій операції, відомо, що 30 березня він разом зі ще одним міноносцем вийшов з Амбону, охороняючи транспорт «Хокуроку-Мару». Надалі «Хацукарі» виконував патрульно-ескортні функції в районі Амбону, а 31 травня — 23 червня пройшов звідси через Давао до Маніли.
З 27 червня по 13 липня 1942-го корабель супроводив конвої з Маніли до Такао та назад, а потім до Сінгапуру, де провів певний час на ремонті. 4—15 серпня «Хацукарі» пройшов з ескортною функцією з Сінгапуру на Амбон, після чого кілька місяців ніс службу в цьому регіоні. 15 грудня «Хацукарі» та інший міноносець «Томодзуру» висадили, не зустрівши спротиву, кілька сотень японських бійців в Міміці на південно-західному узбережжі Нової Гвінеї.
6 січня 1943-го «Томодзуру» під час перебування біля острова Кай (острови Танімбар за шість сотень кілометрів на південний схід від Амбону, на межі морів Банда та Арафурського) був пошкоджений авіацією та втратив хід, а легкий крейсер «Наторі», який спрямували йому для, сам був торпедований субмариною та перервав операцію. В таких умовах «Хацукарі» здійснив проведення «Томодзуру» на буксирі та 12 січня прийшов з ним на Амбон (при цьому допомогу у буксируванні також надавав переобладнаний канонерський човен «Маньо-Мару»). 29 січня — 6 лютого «Хацукарі» ескортував «Томодзуру» з Амбону до Сурабаї (схід острова Ява).
Ще 20 січня 1943-го «Хацукарі» перевели до Другого Китайського експедиційного флоту. 8—16 лютого корабель пройшов з ескортними цілями із Сурабаї через Манілу до Гонконгу, після чого до завершення війни займався патрульно-ескортною та сторожовою службою біля китайського узбережжя, курсуючи між Гонконгом, Формозою, Мако (важлива база японського ВМФ на Пескадорських островах у південній частині Тайванської протоки), Амоєм (материкове узбережжя Тайванської протоки), Юлінєм (острів Хайнань), Кап-Сен-Жак (південна частина узбережжя В'єтнаму) та Шанхаєм.
5 лютого та 12 червня 1944-го «Хацукарі» зазнав незначних пошкоджень при атаках авіації — уперше поблизу Гонконгу, а вдруге біля Такао. 7 листопада 1944-го корабель підірвався на міні північніше від Гонконгу, проте знову уникнув серйозних наслідків.
24 травня 1945-го «Хацукарі» прибув до Гонконгу та залишався на цій базі до капітуляції Японії.
У травні 1947-го корабель виключили зі списків ВМФ, а наступного року здали на злам.